# Montefalcone di Val Fortore
Montefalcone di Val Fortore község (comune) Olaszország Campania régiójában, Benevento megyében.

## Fekvése
A megye északkeleti részén fekszik, 80 km-re északkeletre Nápolytól, 30 km-re északkeletre a megyeszékhelytől. Határai: Castelfranco in Miscano, Foiano di Val Fortore, Ginestra degli Schiavoni, Roseto Valfortore és San Giorgio La Molara.

## Története
A település első említése a normann időkből, a 11. századból származik, bár a régészeti leletek tanúsága szerint helyén az ókorban egy szamnisz település létezett. A következő századokban nemesi birtok volt. A 19. században nyerte el önállóságát, amikor a Nápolyi Királyságban felszámolták a feudalizmust.

## Népessége
A népesség számának alakulása:

## Főbb látnivalói
- Santa Maria del Carmine-szentély
- Santa Maria-templom
- Madonna del Rosario-templom